# أسامة العراج
أسامة العراج سباح قطري من مواليد 15 نوفمبر 1991 متخصص في سباحة الصدر عندما بلغ السادسة عشرة شارك في دورة الألعاب الاولمبية الصيفية 2008 في بكين.

## روابط خارجية
- أسامة العراج على موقع الاتحاد الدولي للسباحة (الإنجليزية)
- أسامة العراج على موقع SwimRankings.net (الإنجليزية)
- أسامة العراج على موقع أوليمبيديا (الإنجليزية)